# Rajd Ziemi Białostockiej 1966
3. Rajd Ziemi Białostockiej – 3. edycja Rajdu Ziemi Białostockiej. Był to rajd samochodowy rozgrywany od 10 do 12 grudnia 1966 roku. Była to czwarta runda Rajdowych Samochodowych Mistrzostw Polski w roku 1966. Został rozegrany na śniegu i lodzie podczas opadów śniegu. Zwycięzcą rajdu został Jerzy Bednarski.

## Wyniki końcowe rajdu[1][2]
| Miejsce | Kierowca        | Pilot            | Samochód  | Czas | Strata | Grupa Klasa |
| ------- | --------------- | ---------------- | --------- | ---- | ------ | ----------- |
| 1       | Jerzy Bednarski | Czesław Murawski | Fiat 600D |      | -      | B3          |